# Abeshimiduat
Abeshimiduat è una divinità egizia appartenente alla religione dell'antico Egitto, dio minore di carattere funerario menzionato nello Amduat.
Durante il Nuovo Regno fu noto semplicemente come Abesh ("Protettivo") e considerato un dio-serpente ("Abesh" fu anche epiteto dell'importante dio-coccodrillo Sobek). Le iscrizioni geroglifiche del Tempio di Kôm Ombo menzionano Abesh come un serpente sacro; si ha inoltre notizia, nell'iconografia, di una triade divina legata a una barca sacra ove il dio figurerebbe come uomo dalla testa di toro e di coccodrillo (ma quest'ultima identificazione è puramente ipotetica, dal momento che la fonte primaria su cui sarebbe stata osservata è andata perduta).